# Tuapoka
Tuapoka es un género de arañas araneomorfas pertenecientes a la familia Agelenidae. Se encuentra en Nueva Zelanda.

## Especies
Según The World Spider Catalog 12.0:
- Tuapoka cavata Forster & Wilton, 1973
- Tuapoka ovalis Forster & Wilton, 1973